# 江蘇路駅
江蘇路駅（こうそろ-えき）は、中華人民共和国上海市長寧区にある、上海軌道交通（地下鉄）の駅。2号線と11号線の2路線が乗り入れる。

## 歴史
- 1999年9月20日 - 2号線開業[1][2]。
- 2009年12月31日 - 11号線1期区間開通とともに、終着駅として開業[3]。
- 2013年8月31日 - 11号線の2期区間が延伸開業し、途中駅になる[4]。

## 駅構造

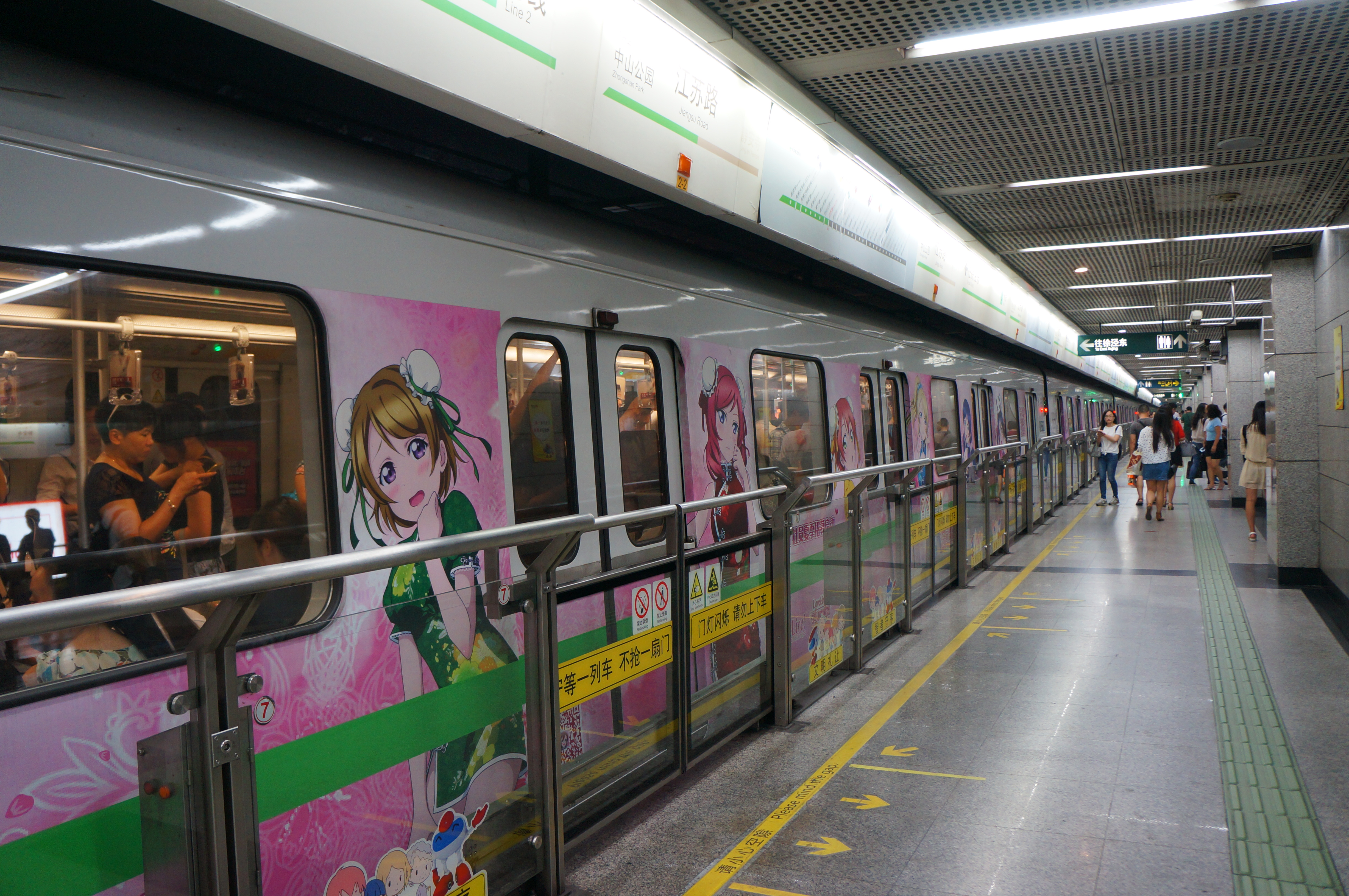
2号線ホーム

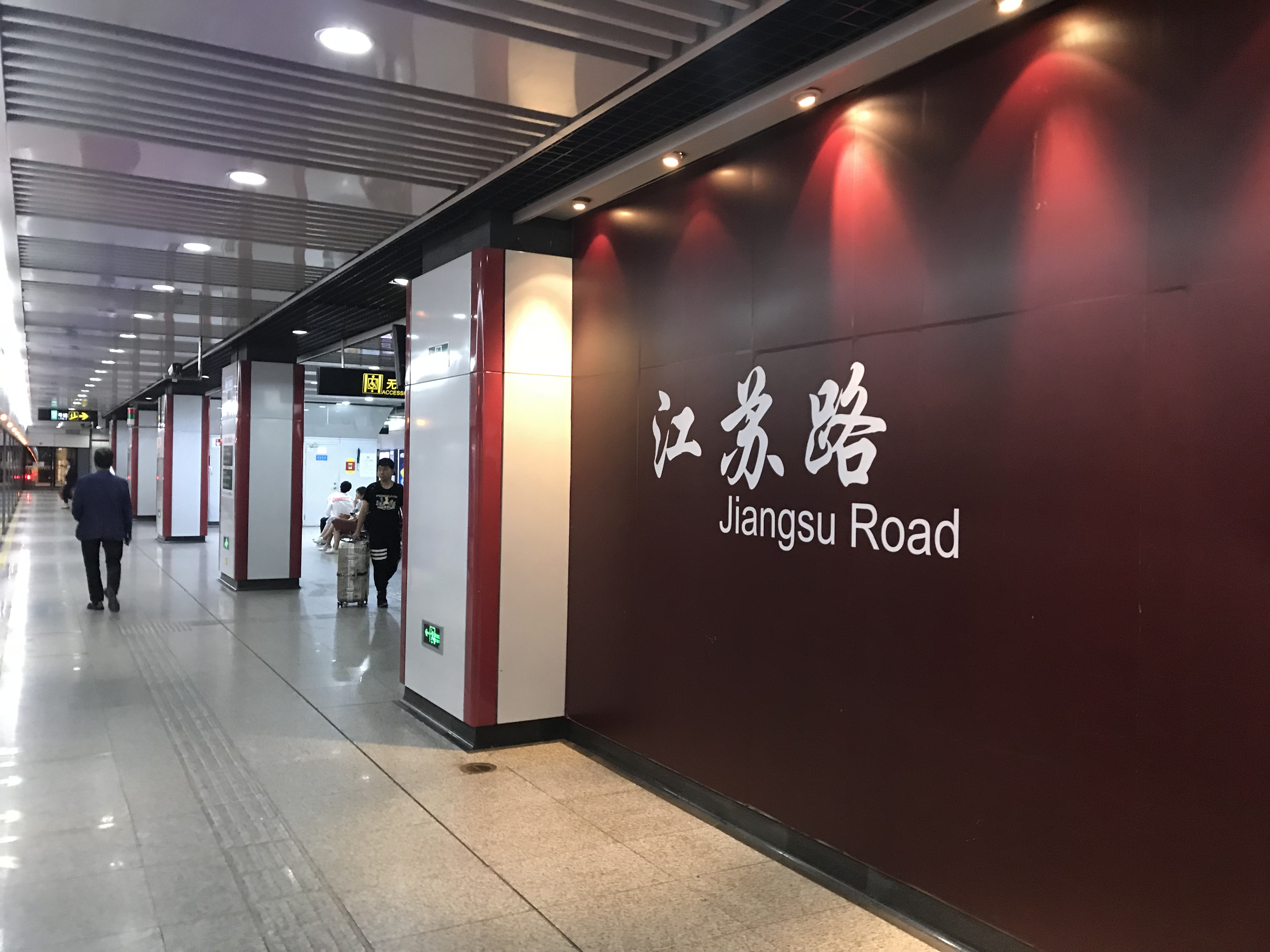
11号線ホーム

地下駅。2号線・11号線の駅施設をつなぎ合わせると「L」字の形をしている。地下2階に2号線のホーム、地下1階に改札口がある。
2号線は愚園路の地下にあり、地下1階が改札階、地下2階がホーム階である。プラットホームは島式1面2線を有しており、可動式ホーム柵を装備する。
11号線は江蘇路の地下にあり、地下2階が改札階・地下3階がホーム階である。プラットホームは島式1面2線を有しており、フルハイトタイプホームドアを装備する。
両線の乗り換えは連絡通路により改札内で行うことができる。2号線地下1階のコンコースから11号線地下1階を経由し、11号線地下2階コンコースに繋がっている。通路中央に手すりを設けており、利用客が左側通行になるよう促している。

### のりば
※両線共に案内上ののりば番号は設定されていない。
| 番線                    | 路線   | 行先                                   | 備考 |
| ----------------------- | ------ | -------------------------------------- | ---- |
| 2号線ホーム（地下2階）  |        |                                        |      |
| 西方面                  | 2号線  | 中山公園・虹橋駅・国家会展中心方面     |      |
| 東方面                  | 2号線  | 人民広場・竜陽路・浦東1号2号航站楼方面 |      |
| 11号線ホーム（地下3階） |        |                                        |      |
| 北西方面                | 11号線 | 曹楊路・嘉定北・花橋方面               |      |
| 南東方面                | 11号線 | 徐家匯・東方体育中心・迪士尼方面       |      |

## 駅周辺
- 上海市水務局
- 同仁医院
- 上海市第三女子中学（中国語版）
- 愚園路第一小学
- 上海長寧区長教進修学校
- 安定坊（中国語版）
- 舜元企業発展大廈
- 兆豊世貿大厦
- 王伯群住宅
- 上海市延安中学（中国語版）

## 路線バス
01、13、20、44、45、54、57、62、71、76、96、127、136、138、311、316、321、323、327、330、562、737、765、824、825、838、921、923、925B、936、939、941

## 隣の駅
上海軌道交通
 2号線
中山公園駅 - 江蘇路駅 - 静安寺駅
 11号線
交通大学駅 - 江蘇路駅 - 隆徳路駅